# Macbeth (formație)
Macbeth este o formație de Gothic Metal din Italia. A fost fondată în 1995 de către bateristul Fabrizio sub numele de "Land Of Dark Souls". În 1997 au scos primul și singurul lor demo "Nocturnal Embrace". Un an mai târziu Macbeth a semnat un contract cu casa de discuri Dragonheart Records cu care colaborează și astăzi și au lansat și primul album "Romantic Tragedy's Crescendo". Au urmat "Vanitas" în 2001 și "Malae Artes" în 2005. La începutul anului 2007 va fi lansat și cel de-al patrulea album, al cărui titlu nu a fost încă anunțat.

## Discografie
- 1998 - Romantic Tragedy's Crescendo
- 2001 -	Vanitas
- 2005 -	Malae Artes